# Biosfera de Potsdam

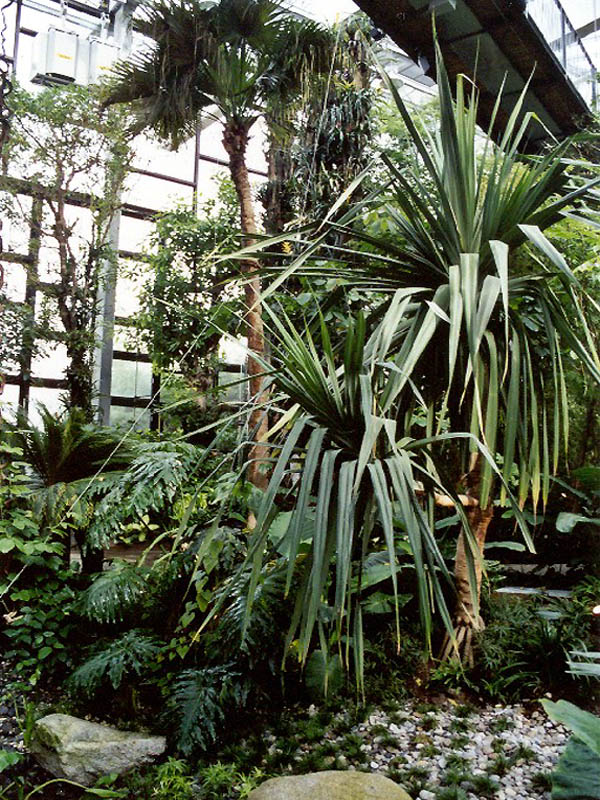
Foto del invernadero del Biosphäre Potsdam.

La Biosfera de Potsdam en alemán : Biosphäre Potsdam es un Invernadero con un hábitat tropical con más de 20.000 plantas y diferentes estaciones de investigación. Se encuentra en el interior del "parque de la gente" (Volkspark Potsdam), de Potsdam.

## Localización
Se encuentra en la ciudad de Potsdam. El edificio de la biosfera está dentro del Volkspark Potsdam, un parque más nuevo entre el Parque de Sanssouci y el Nuevo jardín. La anteriormente área militar, fue preparada para el Bundesgartenschau en el 2001.
Biosphäre Potsdam Georg Hermann Allee 99, 14469, Potsdam, Deutschland-Alemania. 52°25′7.3″N 13°2′58″O / 52.418694, -13.04944

## Colecciones
El edificio alberga aproximadamente unas 20 000 plantas con unas 350 especies diferentes y además animales tropicales tales como, iguanas, serpientes, arañas, ranas en libertad, Mantis, Geckos y faisanes. 
En varios niveles la tierra, el agua y el aire se utilizan como elementos expositivos de la organización. La biosfera se diferencia claramente de los jardines botánicos clásicos por el concepto de la Naturaleza como un mundo de experiencias y/o lugar de acontecimientos especiales con cambios de temáticas. 
Hasta la fecha en la biosfera se ha presentado una exposición sobre la protección de la naturaleza en Alemania; "FasziNatur" y para ver paralelamente una exposición de las plantas útiles tropicales. Una vez en el mes se organiza la « "Romantische Nacht" » "Noche romántica"; con la luz de las velas en vez de iluminación eléctrica, la selva trabaja en la noche de un modo totalmente diferente. Durante los meses de invierno también los paseos nocturnos para los niños se ofrece una búsqueda del tesoro y una aventura de la selva.
También la biosfera Potsdam alquila sus tres salones de ambiente tropical, la "Orangerie" , "Tropencamp" y el restaurante "Luncheon", para reuniones de trabajo u ocio. 